# Functional Size Measurement
Functional Size Measurement (FSM) zijn methoden ontwikkeld om de omvang van software vast te stellen op basis van de functionele specificaties. 
Er zijn verschillende erkende standaarden en/of openbare specificaties voor software voor functionele dimensionering op basis van Functiepunten.
De volgende standaarden zijn erkend en voldoen aan de functionele omvangsbepaling volgens ISO/IEC 14143:
1. Functiepuntanalyse volgens de Nederlandse Software Metrieken Associatie (NESMA) [ISO/IEC 24570:2018]
2. Functiepuntanalyse volgens de International Function Point User Group (IFPUG) [ISO/IEC 20926:2009]
3. Functiepuntanalyse volgens Finnish Software Measurement Association (FiSMA) [ISO/IEC 29881:2010]
4. Mark II van de UK Software Measurement Association (UKSMA) [ISO/IEC 20968:2002]
5. COSMIC Full Function points van Common Software Measurement International Consortium (COSMIC) [ISO/IEC 19761:2011]

De volgende standaarden voldoen (nog) niet aan ISO/IEC 14143:
1. Automated Function Points volgens Object Management Group [ISO/IEC 19515:2019]
2. Use Case Points, een vooral in India gebruikte methode, gebaseerd op omvangbepaling gepubliceerd door Rational
3. Easy Functional Sizing volgens Nesma wat een goedgekeurde variant is op ISO/IEC 14570:2018